# 아르마냐크 (술)

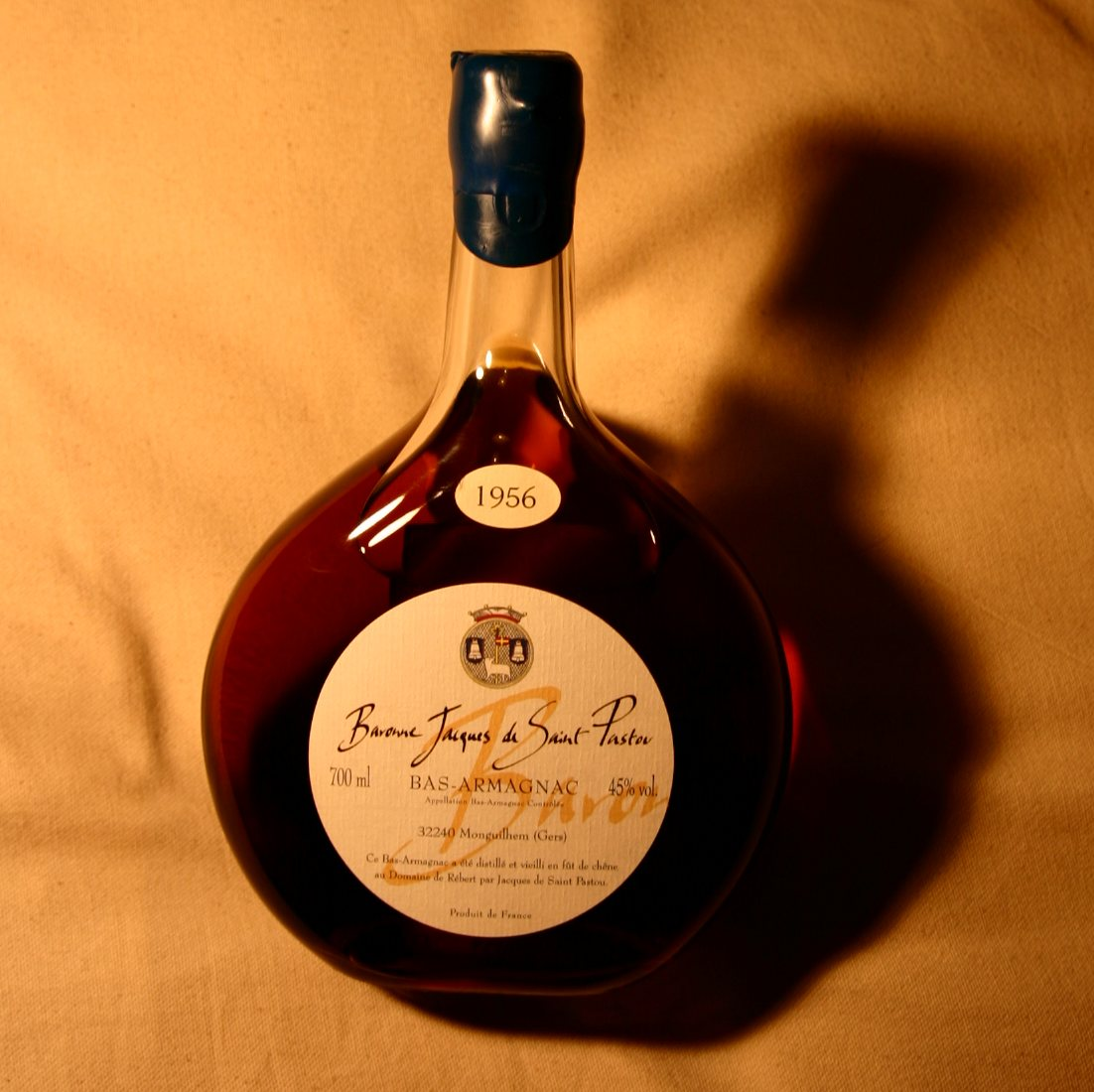
1956년산 아르마냐크

아르마냐크(프랑스어: Armagnac)는 프랑스의 남서쪽의 가스코뉴 지방의 아르마냐크에서 생산되는 독특한 종류의 브랜디이다. 아르마냐크는 트레비아노, 콜롱바, 바코 22A 등을 포함한 포도 혼합물로 만든 포도주를 증류하여 만들며, 코냑을 제조할 때 사용되는 단식 증류기 보다는 증류탑을 사용한다. 완성된 아르마냐크는 시중에 내놓을 때까지 참나무로 만든 배럴에 담아 숙성시킨다.
아르마냐크는 프랑스에서 처음으로 에탄올을 증류하기 시작한 지역 중 하나이지만, 코냐크 지역의 코냑에 비해 관심을 받지 못하며, 총 생산량 또한 적다. 게다가 코냑은 명성 높은 브랜드에서 판매하는 반면에 아르마냐크는 그보다 작은 생산업체에서 판매한다.

## 지리

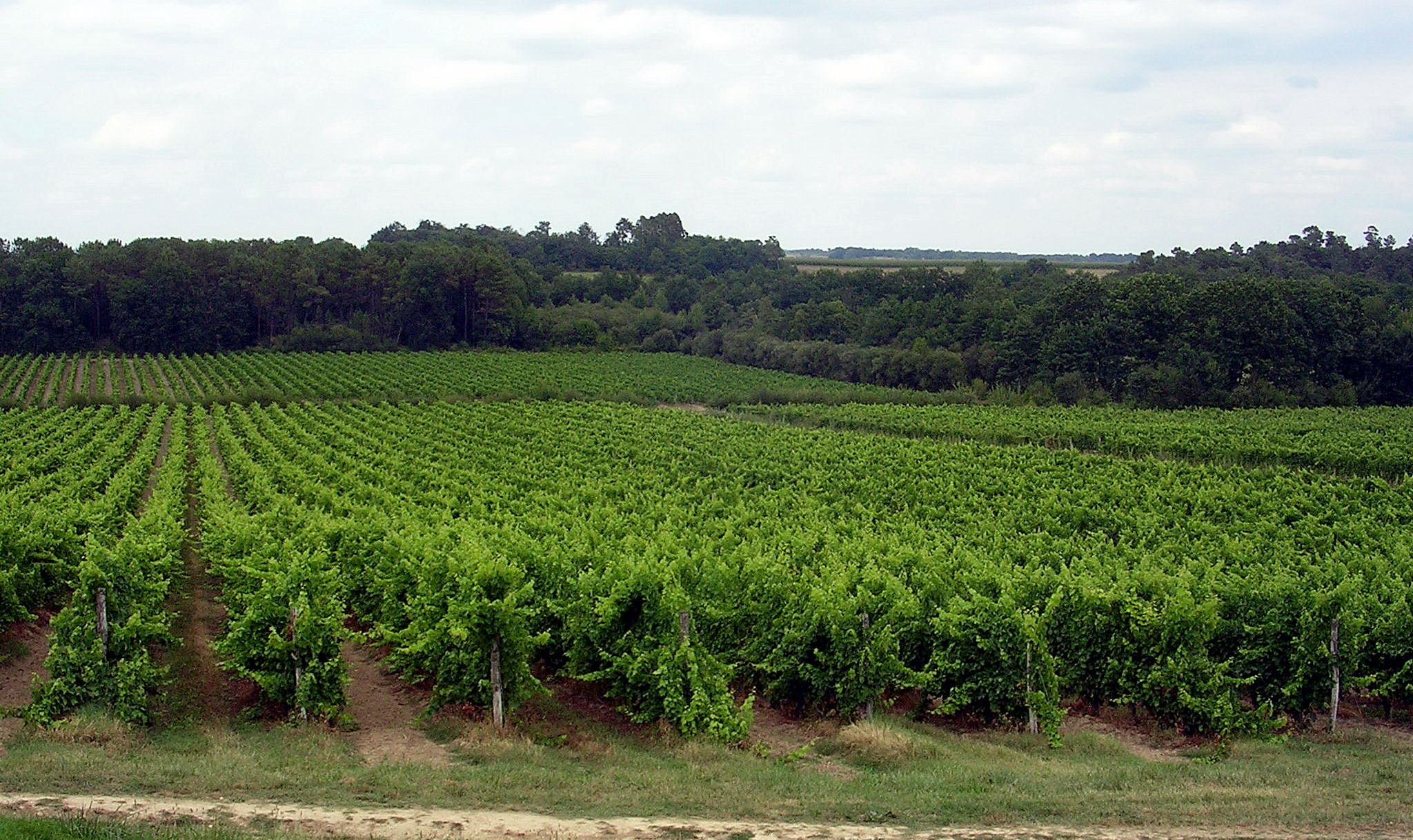
랑드와 제르 근처 아르마냐크 지역의 포도원

아르마냐크 지역은 피레네 산맥 기슭의 아두르강과 가론강 사이에 있다. 이 지역은 1936년에 원산지 통제 명칭(AOC) 지위를 부여받았다. 공식 생산 지역은 제르, 랑드, 로트에가론의 3개 지구로 나뉜다. 이 지역에는 150 km2의 포도 생산지가 있다. 1909년 5월 25일의 팔리에르 법령은 이 3개 지구를 다음과 같이 명명했다.:

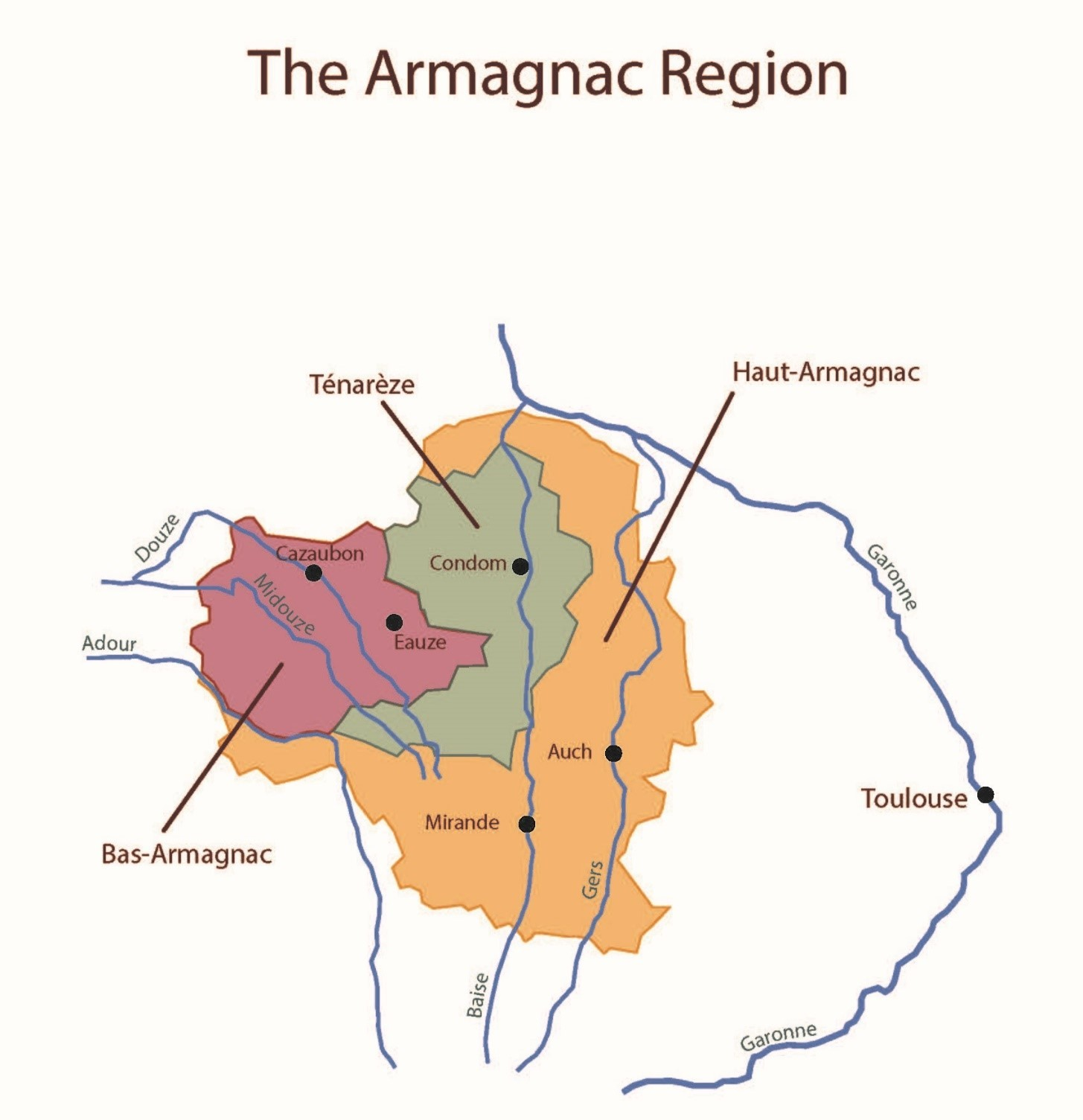
아르마냐크 지역의 지도

- 바아르마냐크(Bas-Armagnac): 생산량의 약 62%를 담당
- 아르마냐크테나레즈(Armagnac-Ténarèze): 생산략의 약 37%를 차지
- 오아르마냐크(Haut-Armagnac): 전체 아르마냐크의 약 1%를 생산하는 작은 지역[2]

이러한 각 지역은 별도의 AOC 규정에 의해 관리된다. 최신 명칭인 블랑쉬 다르마냐크(Blanche d'Armagnac, 흰 아르마냐크)은 맑고 숙성되지 않은 브랜디의 생산과 수출을 허용하기 위해 제정되었다.

## 제조

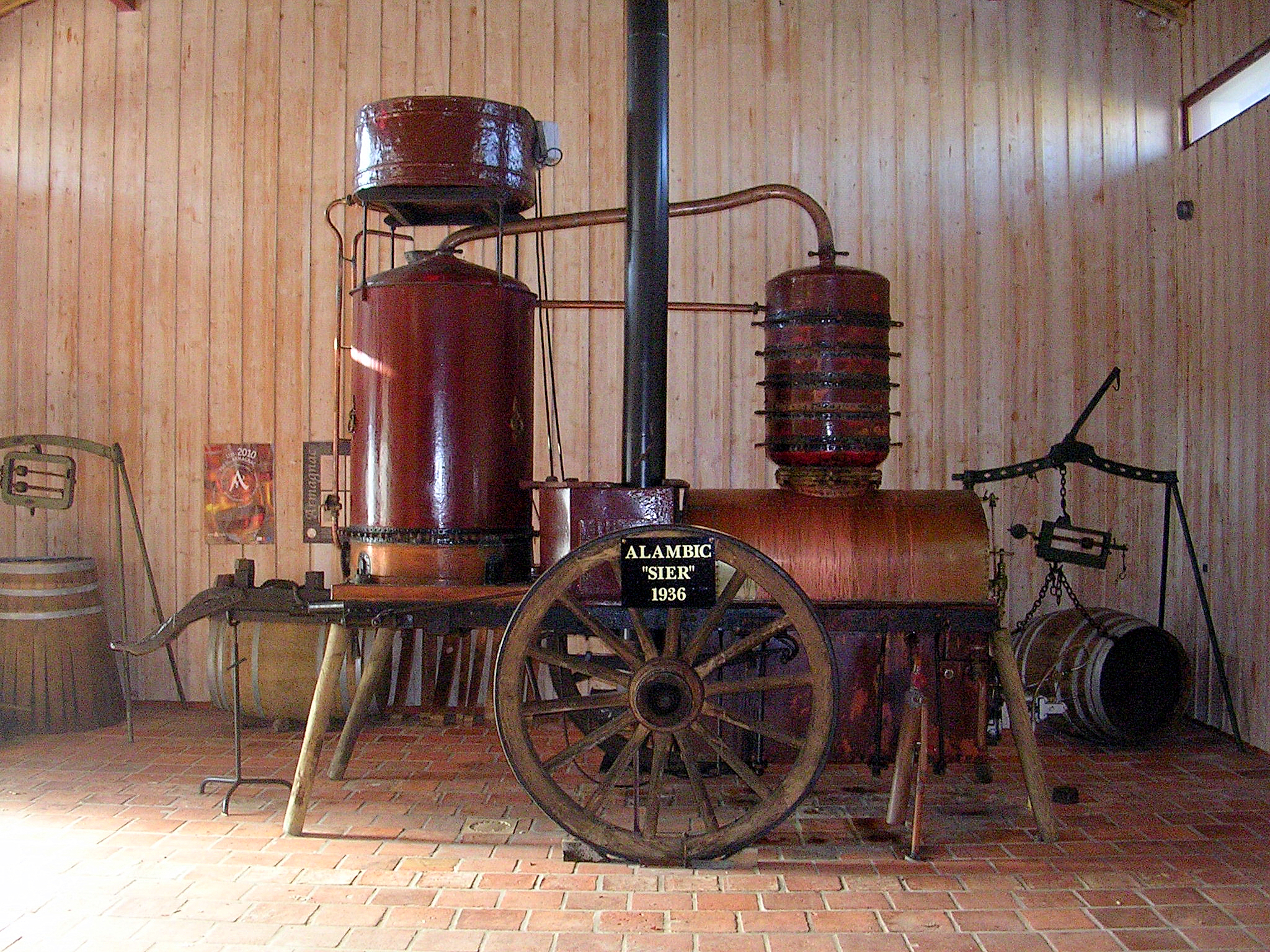
랑드 아르테즈다르마냐크 Ognoas영지의 연속식증류기(1936)

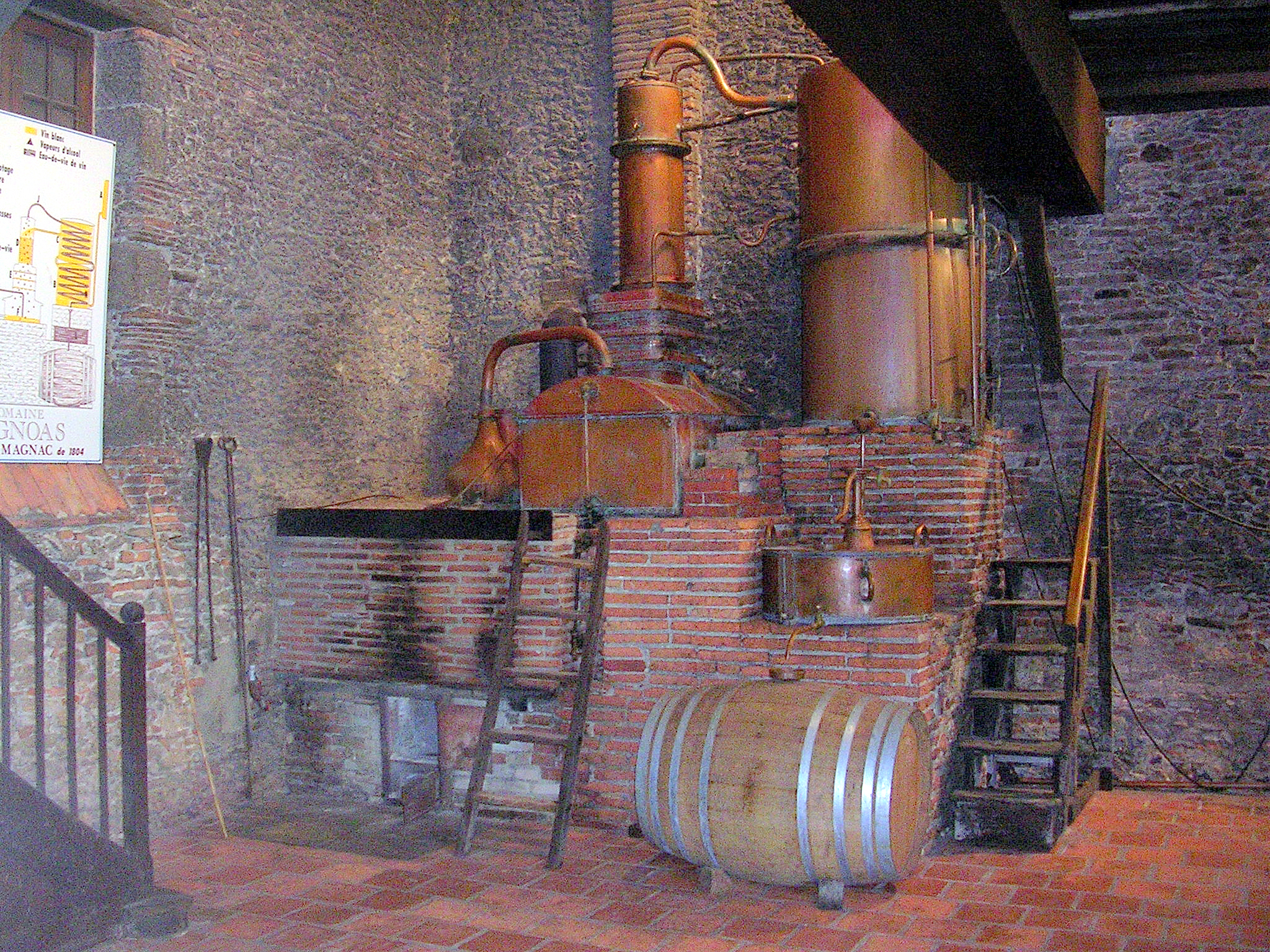
랑드 아르테즈다르마냐크 Ognoas영지의 연속식증류기(1804)

아르마냐크는 전통적으로 한 번 증류하여 알코올 함량이 52%~60%가 된다. 오크통에서 오래 숙성하면 맛이 부드러워지고 더 복잡한 풍미와 갈색이 생긴다. 통에서 숙성하면 증발로 알코올과 물의 일부가 제거되고("천사의 헌정(프랑스어: part des anges)" 또는 "천사의 몫(영어: angels' share)"이라고 함) 산화로 더 복잡한 방향족 화합물이 나타나 풍미가 더욱 변한다. 알코올은 물보다 빨리 증발하기 때문에, 저장고의 특성(평균 온도와 습도)에 따라 알코올 도수는 자연스럽게 연평균 0.4%씩 감소한다. 아르마냐크이 숙성된 것으로 간주되면, 보관을 위해 대형 유리병("담 잔느"이라고 함)으로 옮긴다. 아르마냐크과 다른 주류의 주요 차이점은 알코올 함량이 비교적 낮아 일반적으로 물로 희석하지 않는다는 것이다.
아르마냐크는 여러 분류로 판매되며, 주로 구성 브랜디의 연도로 언급된다. 아르마냐크는 빈티지로 판매될 수 있다. 다른 연도의 아르마냐크을 섞었을 때, 병에 적힌 연도는 가장 덜 숙성됨 성분을 나타낸다. 3스타 또는 "VS" 아르마냐크는 오크통에서 최소 1년 이상 숙성된 여러 아르마냐크을 섞은 것이다. "VSOP"의 경우 숙성은 최소 4년이고, "XO"와 "Hors d'âge"의 경우 10년이다. 오래되고 더 좋은 아르마냐크는 종종 빈티지로 판매되며, 병에는 단일 연도의 아르마냐크가 담겨 있으며, 병에 연도가 적혀 있고 최소 10년 동안 숙성되었다. 빈티지의 풍미와 외관은 포도, 숙성 시간, 숙성에 사용된 통, 포도 품종, 그 해의 날씨, 보관 장소 등의 요인에 따라 달라진다.
아르마냐크 지역은 브랜디를 연간 300만 병 생산하는 반면, 코냑은 2억 2천만 병을 생산한다. 그러나 프랑스인은 코냑을 400만 병만 소비하는 반면, 아르마냐크는 150만 병을 소비한다.

### 포도
아르마냐크 포도의 10가지 품종이 아르마냐크 생산에 사용하도록 허가되었다. 이 중 4가지가 가장 일반적이다.:
- 바코 블랑
- 콜롱바르
- 폴 블랑쉬
- 우그니 블랑